# Kehrbeeke
Als Kehrbeeke wird ein Bach im Nordosten Braunschweigs bezeichnet, der im Querumer Forst entspringt und südlich des Stadtteils Kralenriede am Bienroder Weg von rechts in die Schunter mündet. Der Bachname wird in den aktuellen amtlichen Karten nicht geführt, findet sich aber in einem gleichlautenden Straßennamen und in dem von der Stadtentwässerung Braunschweig beauftragten Gewässergütebericht. Für den Bachverlauf im Wald ist ebenso der Name Ahrenriede überliefert.

## Name und Gewässerzuordnung
Die Kehrbeeke unterquert eine Straße gleichen Namens , die parallel zur Landesstraße 625 als Verbindungsstraße zwischen Kralenriede und Querum verläuft. Da die Wortendung -beeke gleichbedeutend mit Bach ist, darf der Bach als Namensgeber der Straße vermutet werden. Eine amtliche Bezeichnung des Baches in den Karten des Landes Niedersachsen findet sich nicht, wohl aber wird der Bachname in dem bereits erwähnten Gewässergütebericht aufgenommen und auch umgangssprachlich verwendet. Das Wiesenstück in der Schunteraue zwischen dem Studentenwohnheim und der Straße Kehrbeeke heißt in der amtlichen Karte Am Kehrbeeke , also nicht in der weiblichen Form. Laut Blume ist der zugehörige Bachverlauf nicht sicher. Er führt den Namen auf Kerkbeeke zurück, was so viel wie Kirchbach heißt und sich möglicherweise auf das Kloster Riddagshausen als Grundbesitzer bezog.
Die Zuordnung des Namens Kehrbeeke zu dem Abschnitt zwischen der Mündung und dem Ende der Straße Bussardweg dürfte dabei eindeutig sein. Ab dort sind in den amtlichen Karten jedoch zwei nicht benannte Wasserläufe verzeichnet, die in die Kehrbeeke münden. Ein Bach knickt, stromaufwärts betrachtet, bald Richtung Norden ab und mäandriert durch den Wald zu dem Quellgebiet Steinriede . Das in den Karten dargestellte Gewässer führte im Mai 2015 nur Wasser aus einem kleinen Feuchtgebiet nahe dem Bussardweg heran. Weiter ostwärts in Richtung Ahrenrieder Teich erfolgt jedoch der Abfluss aus dem Naturdenkmal Kleines Quellmoor und mäandrierender periodischer Bachlauf , das die Flur Steinriede großräumig ausfüllt. Hier sei auf die Wortendung -riede hingewiesen, die ebenfalls ein Synonym für Bach ist. Laut Blume erfolgt bei der Endung -riede häufig der Transfer vom Bach auf das umliegende Gehölz.
Ein anderer Bach verläuft laut Karte östlich des Ahrenrieder Teichs weiter Richtung Ostnordost und entspringt an der Landesstraße 293 (Bevenroder Straße ). Dabei durchquert er östlich des Teichs ein Sumpfgebiet, das in der amtlichen Karte als Ahrenriede bezeichnet wird .
Das bisweilen im Internet auch als Querumer Ententeich bezeichnete Gewässer führt in der amtlichen Braunschweiger Stadtkarte seit 2019 den Namen Ahrenrieder Teich. Es darf daher angenommen werden, dass es sich bei diesem Gewässer um die von Blume benannte Ahrenriede handelt. Diese mündet in den als Kehrbeeke betitelten Bachlauf.

## Verlauf
In dem Gewässergütebericht wird als Kehrbeeke der Bachlauf bezeichnet, der seinen Ursprung in den Dämmen der Auf- und Abfahrt der Bundesautobahn 2 entlang des Waggumer Wegs hat (BAB 2 Ausfahrt BS-Flughafen ). Die Längenermittlung von 2.405 m bezieht sich auf diesen Verlauf bis zur Mündung in die Schunter. 
Im Quellbereich sind zwei Bäche vorhanden, die jeweils an einer Seite der ehemaligen Fahrstraße des Waggumer Wegs wie Straßengräben verlaufen. Auch bei Trockenwetter führen beide Wasser und eine geringe Strömung. Das Gelände des Wegs liegt eingeschnitten etwa drei Meter unterhalb dem des Waldniveaus, dessen Flur im Westen die Steinriede und im Osten der Uhlenbusch sind. Die Straßengräben sind teilweise mit Betonsohlen versehen und wie der Weg schnurgerade.
Nach knapp 800 Metern fließt der westliche Graben Richtung Querumer Ententeich, speist diesen mit einem kleinen Abzweig und umfließt ihn südlich. Der östliche Graben zweigt Richtung Feuchtgebiet Ahrenriede ab und nimmt dort eine naturnahe Gestalt an. Aus dem Feuchtgebiet fließt das Wasser durch eine Betonröhre unter dem Waggumer Weg hindurch, wo noch ein weiterer Zufluss aus Richtung Osten vorhanden ist. Westlich des Wegs treffen beide Bachläufe unmittelbar beim Teich zusammen. Die Kehrbeeke strebt geradlinig nach Westsüdwest, wo ihr Ufer abschnittsweise unbewachsen aber mit Totholz angereichert ist.
Am Bussardweg verlässt sie den schattigen Wald und fließt als Graben zur Querung der Bahnstrecke Richtung Uelzen.
Ab dort richtet sie ihren Lauf vorwiegend nach Süden. Ihr linkes Ufer wird von einer wildwüchsigen Wiesen- und Auenlandschaft bestimmt, während am rechten Ufer die Siedlung Kralenriede und das Studentenwohnheim An der Schunter aufragen. Bei letzterem führt ein Treppchen in den Bach, außerdem werden die höher liegenden Teiche offensichtlich aus dem Bach gespeist.
Die letzten hunderte Meter verläuft die Kehrbeeke durch die wiesenreiche und baumbestandene Schunteraue.

## Gewässerqualität
Die Gewässerstrukturgüte ist 2011 vom Institut für Geoökologie der TU Braunschweig im Auftrag der Stadtentwässerung Braunschweig untersucht worden. Der Unterlauf des Baches in der Schunteraue wird dort als weitgehend „naturnah“ und „mäßig beeinträchtigt“ bewertet, insbesondere wirkt sich der Bestand von Röhricht und Bäumen positiv aus. Die Unterführung der Bahnstrecke Braunschweig–Uelzen und der Landesstraße in einem Rohr stellt ein ökologisches Durchgangshindernis dar. Die im Wald verlaufenden Abschnitte mit ihren geradlinigen Führungen und wenig strukturierten, aber bewachsenen Ufern werden als „wesentlich beeinträchtigt“ gewertet, einige Abschnitte weisen jedoch Überflutungszonen auf und korrigieren den Gesamteindruck nach oben.